# Nikola Hećimović

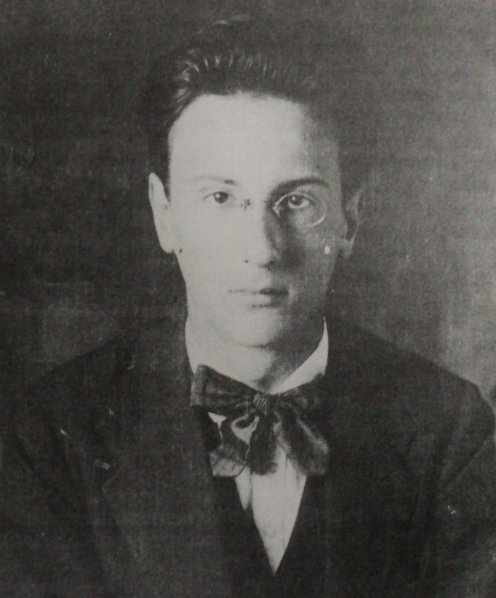
Nikola Hećimović

Nikola Hećimović (* 4. November 1900 in Zagreb; † 25. April 1929 in der Nähe der Kirche zum Heiligen Geist am Osterberg) war ein jugoslawischer Kommunist. 

## Leben

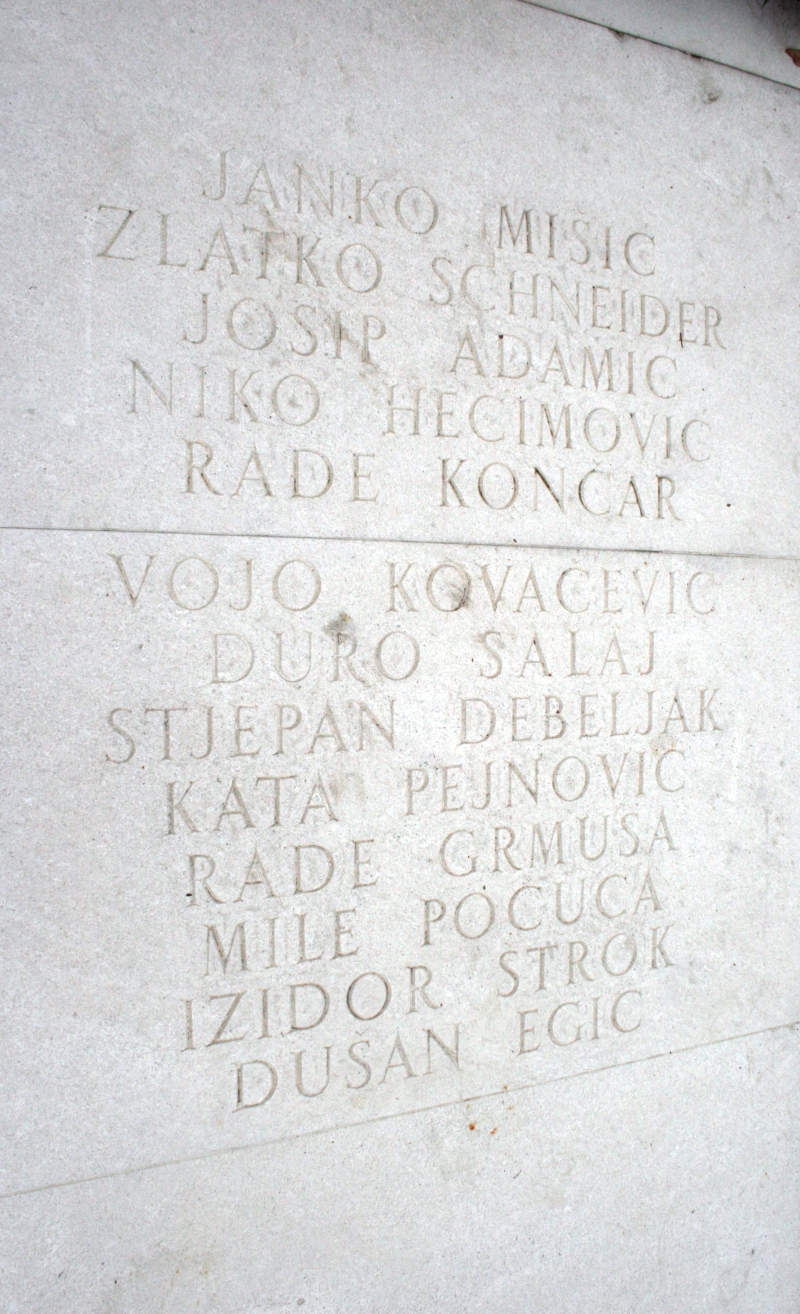
Ehrengruft auf dem Mirogoj-Friedhof; Hećimovićs Name (vierter von oben)

Hećimović besuchte die Gewerbeakademie in Zagreb. 1919 wurde er Mitglied der Kommunistischen Partei Jugoslawiens (KPJ). 1920 setzte er sein Studium in Prag fort. 1921 kehrte er nach Zagreb zurück und war im Kommunistischen Jugendverband Jugoslawiens (SKOJ) aktiv. 1921 gehörte er zu den Organisatoren der Internationalen Roten Hilfe. 1928 wurde er Sekretär der Roten Hilfe Jugoslawiens.
Nach Verkündung der Königsdiktatur Alexanders I. am 6. Januar 1929 und dem Verbot der Kommunistischen Partei und der Gewerkschaften, war Hećimović Verfolgungen ausgesetzt. Am 20. April 1929 wurde er in Zagreb verhaftet und tagelang in Polizeigewahrsam gefoltert. Hećimović wurde zusammen mit dem Organisationssekretär der Kommunistischen Partei Jugoslawiens, Ðuro Ðaković, am 25. April 1929 an der jugoslawisch-österreichischen Grenze erschossen.

## Ehrungen
- Hećimović wurde in der Ehrengruft auf dem Mirogoj-Friedhof in Zagreb beigesetzt.
- Die Ermordung von Hećimović und Ðaković und die Ereignisse im Vorfeld wurden von Miroslav Jokić 1976 unter dem Titel Četiri dana do smrti („Vier Tage bis zum Tod“) verfilmt.
- Die jugoslawische Post gab anlässlich des 50. Jahrestag der Ermordung von Hećimović und Ðaković 1979 eine Sondermarke heraus.